# Joanes de Suhigaraychipi
Joanes de Suhigaraychipi (¿? - 1694), más conocido como "le Coursic", fue un marino y corsario vasco francés.
Joanes de Suhigaraychipi, en euskera Suhigaraitxipi, y popularmente conocido por "le Coursic", en castellano "el pequeño corsario", fue un famoso corsario vasco del siglo XVII que atacó las flotas holadesa y castellana.
Fue corsario del rey de Francia y por sus hazañas y servicios prestados e se hizo merecedor de varios títulos de nobleza. Se apoderó de más de cien navíos en seis años. En una carta del gobernador de Bayona al rey de Francia Luis XIV este le decía; 

Puede pasarse desde la casa en que se alojaba Su Majestad, hasta Ciboure, sobre un puente de navíos apresados, sujetos unos a otros.

## Biografía
Nació en la localidad labortana de Bayona, en el País Vasco Francés, en la calle Galuperier número 3, edificio existente en la actualidad. Se casó con Saubadine de Haramburu con la que tuvo cuatro hijos. De joven fue durante algún tiempo administrador de los préstamos de los frailes de su villa natal. Sus dos hijas Marie y Catherine de Croisic murieron solteras.
Al mando de la fragata "Légère" y con patente de corso concedida por el rey de Francia atacaba las flotas holandesa y española. Se asoció con el gobernador de Bayona que costeó el 50% del armamento de su nave que constaba de 24 cañones. La fragata tenía base en el puerto de Sokoa y de allí partía para atacar a los barcos españoles, holandeses e ingleses.
El último periodo de su vida lo pasó en Terranova protegiendo de los ataques ingleses el regreso de los barcos vascos y bretones desde esa colonia francesa. Murió en 1694 en Terranova y está enterrado en la antigua capital de ese territorio Placentia. El epitafio de su tumba reza, 

Ci-gît Johannes de Suhigaraychipy dit Croisic, capitaine de frégate du roi, 1694. Envieux pour l'honneur de mon prince, j'allais en suivant sa carrière, attaquer les ennemis en leur mesme tanière. (Aquí yace Johannes de Suhigaraychipy llamado Croisic, capitán de fragata del Rey, 1694. El mismo que le autorizó para desvalijar más de cien mercantes).